# Colle delle Finestre
Colle delle Finestre ist ein 2178 Meter hoher Gebirgspass in den Alpen in der italienischen Region Piemont. Der Pass liegt im Naturschutzgebiet des Parco naturale Orsiera - Rocciavrè und verbindet das nördliche Susatal mit dem südlichen Chisonetal (Depot bei Fenestrelle). Die letzten acht Kilometer der Nordauffahrt sind nicht asphaltiert. Südlich des Scheitels liegt der Osteinstieg der Assietta-Kammstraße. Wintersperre ist vom 1. November bis zum 31. Mai.

## Auffahrt
Die bekanntere Nordauffahrt hat ihren Ausgangspunkt in Susa bei der Kreuzung aus SS24 und SP172. Sie weist auf einer Länge von 18,4 Kilometern eine durchschnittliche Steigung von 9,2 % auf, wobei die letzten acht Kilometer auf unbefestigten Straßen zurückgelegt werden müssen. Nach einem anfänglichen Flachstück beginnt die Straße rasch auf rund 9 % anzusteigen, ehe noch vor Meana di Susa die maximale Steigung von 14 % erreicht wird. Nachdem die kleine Ortschaft durchfahren wurde, führt die enge Straße in dicht bewaldetes Gebiet, wobei die Steigungsprozente konstant bei rund 9 % liegen. Nach etwa fünf Kilometern erreicht man ein anspruchsvolles Teilstück, das auf einer Länge von drei Kilometern einen Schnitt von 10 % aufweist. Dabei führt der Anstieg innerhalb von kürzester Zeit über 28 enge Kehren. Wenig später endet die asphaltierte Straße bei Il Colletto auf einer Höhe von 1456 Metern und es folgen die letzten acht Kilometer, die auf Schotter durch den Parco naturale Orsiera - Rocciavrè führen. Die Steigungsprozente bleiben dabei im Schnitt bei über 9 %. Im oberen Teil beginnt sich der dichte Wald allmählich zu lichten, wobei die Baumgrenze erst rund drei Kilometer vor der Passhöhe überquert wird. Die Straße verläuft auch im oberen Abschnitt kurvenreich.
Die Südauffahrt hat ihren Ausgangspunkt in Pinerolo und führt auf der SP23R entlang der Chisone in Richtung Westen. Der eigentliche Anstieg beginnt jedoch erst kurz nach Fenestrelle in der Ortschaft Pourrieres, wo man rechts eine schmalere Straße abbiegt. Von hier wiesen die letzten 11,1 Kilometer eine durchschnittliche Steigung von 6,9 % auf. Anders als die Nordauffahrt, ist die Südseite deutlich unrhythmischer, wobei sich steilere Abschnitte mit teils längeren Flachstücken abwechseln. Die ersten vier Kilometer stiegen im Schnitt mit 7 % an und führen über mehrere Kehren durch Balboutet. Im Anschluss folgen Kilometer mit Steigungsschnitten von 4 und 9 %, ehe mit dem Parco naturale Orsiera - Rocciavrè das Plateau Pian dell’Alpe erreicht wird. Hier flacht die Straße oberhalb der Baumgrenze für zwei Kilometer ab und verläuft dabei teils abschüssig. Die letzten drei Kilometer steigen im Schnitt mit mehr als 8 % an und beinhalten Rampen von bis zu 10 %.
Alternativ kann der Colle delle Finestre auch über die Assietta-Kammstraße erreicht werden, die Sestriere mit Pian dell’Alpe verbindet. Die 35 Kilometer lange Schotterstraße führt dabei über den 2472 Meter hohen Colle dell’Assietta.

## Radsport
Der Colle delle Finestre zählt zu den bekanntesten Anstiegen im Straßenradsport. Er erlangte seine Berühmtheit durch den Giro d’Italia 2005, als er auf der 19. Etappe zum ersten Mal passiert wurde. Als Entdecker gilt der ehemalige Renndirektor Carmine Castellano, der bereits im Jahr 1995 auf den Pass aufmerksam wurde. Er bezeichnete die Straße jedoch aufgrund ihres schlechten Zustands als unbefahrbarer Ziegenpfad. Die Befahrung wurde erst durch eine Finanzierung der Region Piemont ermöglicht, die im Jahr 2006 die Olympische Winterspiele in Turin durchführte. Im Bestreben die Bekanntheit der Region zu erhöhen, wurde der Colle delle Finestre saniert, sodass der Giro d’Italia im Jahr 2005 auf seiner letzten Bergetappe über den Pass führte. Das italienische Fernsehen produzierte die Fernsehbilder des Ereignisses teilweise in schwarz-weiß, um an die Zeit Fausto Coppis zu erinnern, als solche nicht-asphaltierten Straßen noch Normalität waren. Seither fanden insgesamt fünf Überquerungen im Rahmen der Italien-Rundfahrt statt (Stand 2025).
Im Vorfeld der Erstbefahrung führte der Italiener Paolo Savoldelli die Gesamtwertung des Giro d’Italia 2005 mit einem Vorsprung von etwas mehr als zwei Minuten vor seinem Landsmann Gilberto Simoni an. Nachdem der spätere Zielort Sestriere zum ersten Mal erreicht worden war, führte die Strecke bergab ins Susatal, ehe der Colle delle Finestre als Bergwertung der höchsten Kategorie in Angriff genommen wurde. Bereits im unteren Abschnitt des Passes konnte der gesamtführende Paolo Savoldelli dem Tempo von Gilberto Simoni, José Rujano und Danilo Di Luca nicht folgen und büßte wertvolle Zeit ein. Auf der Passhöhe lag er bereits zwei Minuten und 20 Sekunden zurück, womit er die Maglia Rosa einen Tag vor dem Ende der Rundfahrt abgeben hätte müssen. In der anschließenden Abfahrt und im deutlich flacheren Schlussanstieg nach Sestriere konnte er jedoch Zeit gegenüber Gilberto Simoni gutmachen und fixierte seinen zweiten Gesamtsieg mit einem Vorsprung von nur 28 Sekunden. José Rujano gewann die Etappe, nachdem Danilo Di Luca als Erster über den Colle delle Finestre gefahren war.
Nach sechs Jahren kehrte der Colle delle Finestre erneut in Kombination mit dem Schlussanstieg nach Sestriere ins Programm des Giro d’Italia zurück, wobei er neuerlich auf dem vorletzten Abschnitt befahren wurde. Alberto Contador verteidigte seinen mehr als fünfminütigen Vorsprung in der Gesamtwertung und gewann so seine zweite Italien-Rundfahrt, die ihm später jedoch wegen Dopings aberkannt wurde. Den Tagessieg sicherte sich der Weißrusse Wassil Kiryjenka, der sich im Anstieg des Colle delle Finestre von einer großen Ausreißergruppe absetzte und als Solist in Sestriere ankam. Im Jahr 2015 kehrte Alberto Contador nach seiner Sperre erneut als Gesamtführender zum Colle delle Finestre zurück, wobei er diesmal mit Fabio Aru und Mikel Landa seine größten Kontrahenten ziehen lassen musste. Auf der Passhöhe, die erstmals als höchster Punkt der Rundfahrt die Cima Coppi darstellte, betrug der Rückstand von Alberto Contador rund eineinhalb Minuten, ehe er auf dem Weg nach Sestriere eine weitere Minute einbüßte. Schlussendlich verlor er zwei Minuten und 25 Sekunden gegenüber dem Tagessieger Fabio Aru, verteidigte jedoch die Maglia Rosa mit einem Vorsprung von etwas mehr als zwei Minuten.

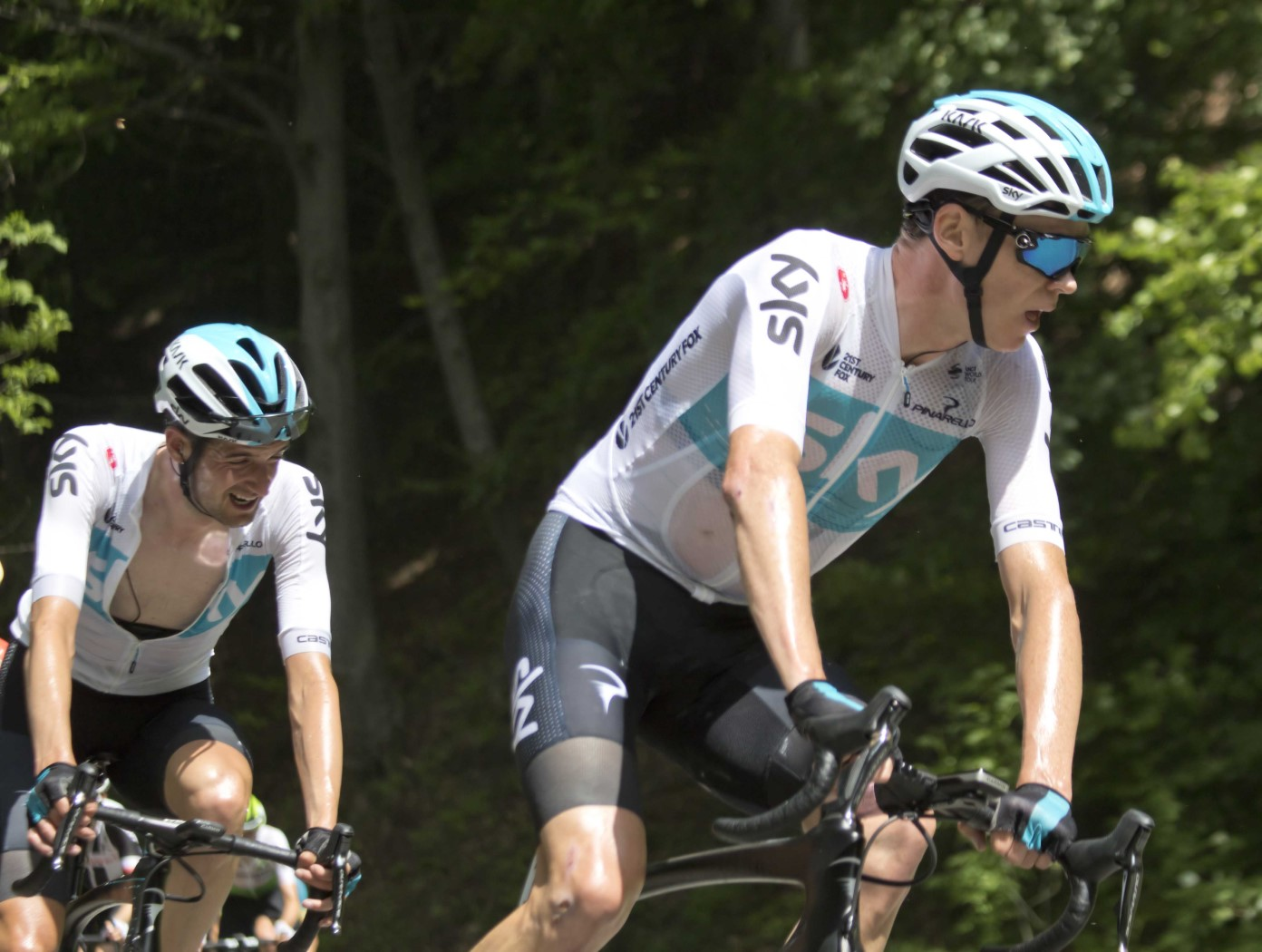
Im Jahr 2018 griff Chris Froome (rechts) im Anstieg des Colle delle Finestre an und übernimmt nach einer Solo-Fahrt über 80 Kilometer die Maglia Rosa

Die wohl bekannteste Begenebenheit am Colle delle Finestre ereignete sich im Jahr 2018 zu, als der Pass zur Hälfte der 19. Etappe überquert wurde. Damals führte der Brite Simon Yates die Gesamtwertung mit einem Vorsprung von 28 Sekunden vor dem Niederländer Tom Dumoulin an, während der vierfache Tour-de-France-Sieger Chris Froome als Vierter bereits einen Rückstand von rund dreieinhalb Minuten aufwies. Nachdem Simon Yates bereits am Vortag erste Schwächen gezeigt hatte, wurde er auf den ersten Kilometern des Colle delle Finestre distanziert und verlor schlussendlich mehr als eine halbe Stunde. Mit dem Beginn des Schotterabschnitts forcierte Kenny Elissonde das Tempo, ehe sein Kapitän Chris Froome 80 Kilometer vor dem Ziel angriff. Keiner der anderen Fahrer konnte dem Briten folgen, der die Passhöhe mit einem Vorsprung von rund 40 Sekunden überquerte. Im Anschluss baute er seinen Vorsprung auf dem Weg nach Sestriere und Bardonecchia weiter aus, ehe er die Etappe als Solist bei der dortigen Bergankunft unterhalb des Monte Jafferau gewann. Nach einer mehrstündigen Solo-Fahrt betrug sein Vorsprung letztlich drei Minuten auf den zweitplatzierten Richard Carapaz, während Tom Dumoulin fast dreieinhalb Minuten verlor. Chris Froome übernahm das Rosa Trikot und fuhr zwei Tage später als Gesamtsieger in Rom ein.
Im Jahr 2025 wurde der Colle delle Finestre auf der 20. Etappe des Giro d’Italia als Cima Coppi in Kombination mit einer Bergankunft in Sestriere befahren.
| Jahr | Etappe     | Bergwertung  | Fahrer           | Auffahrt |
| ---- | ---------- | ------------ | ---------------- | -------- |
| 2005 | 19. Etappe | 1. Kategorie | Danilo Di Luca   | Nord     |
| 2011 | 20. Etappe | 1. Kategorie | Wassil Kiryjenka | Nord     |
| 2015 | 20. Etappe | Cima Coppi   | Mikel Landa      | Nord     |
| 2018 | 19. Etappe | Cima Coppi   | Chris Froome     | Nord     |
| 2025 | 20. Etappe | Cima Coppi   | Chris Harper     | Nord     |

Im Jahr 2024 ging die Frauen und Männer Austragungen der Tour de l’Avenir mit einer Bergankunft auf dem Colle delle Finestre zu Ende. Bei den Frauen fixierte die Französin Marion Bunel ihren Gesamtsieg, während sich bei den Männern der Spanier Pablo Torres durchsetzte. Der damals 18-jährige Spanier absolvierte die Nordauffahrt in einer Zeit von einer Stunde und 45 Sekunden, womit er den Rekord von José Rujano aus dem Jahr 2011 um fast eineinhalb Minuten unterbot. Weiters fuhr er mehr als dreieinhalb Minuten schneller als Chris Froome beim Giro d’Italia 2018. Der junge Spanier gewann die Etappe zwar mit einem Vorsprung von fast vier Minuten, musste sich in der Gesamtwertung jedoch dem Briten Joseph Blackmore um 12 Sekunden geschlagen geben.